# OroVerde
OroVerde – Die Tropenwaldstiftung (dt. Grünes Gold) ist eine gemeinnützige Naturschutzorganisation, die sich für den Erhalt der tropischen Regenwälder einsetzt. Hierzu werden Regenwald-Schutzprojekte konzipiert und zusammen mit lokalen Partnerorganisationen in den Tropenländern umgesetzt. In Deutschland werden Projekte im Bereich Bildung für nachhaltige Entwicklung (BNE) und Öffentlichkeitsarbeit durchgeführt, um einen nachhaltigen und Regenwald-freundlichen Konsum zu fördern. In diesem Zusammenhang bietet OroVerde vielfältige Informations- und Unterrichtsmaterialien für Interessierte, Lehrer und Schüler an.

## Geschichte
OroVerde wurde 1989 von renommierten Persönlichkeiten aus Wirtschaft und Naturwissenschaften gegründet. Initiator und ehemals ehrenamtlicher Stiftungsratsvorsitzender war der im Jahr 2006 verstorbene Wolfgang Engelhardt, Ehrenpräsident des Deutschen Naturschutzrings (DNR).
Die Koordination der Projekte findet heute in der Zentrale in Bonn (Burbacher Str. 81) statt, bis Januar 2005 war OroVerde in Frankfurt am Main ansässig. Neben den hauptamtlichen Mitarbeitern unterstützen regelmäßig Ehrenamtliche, Praktikanten und BFDler die Stiftung. Vorständin ist Martina Schaub, den Stiftungsratsvorsitz hat Vera Maag inne. Manfred Niekisch, ehemaliger Direktor des Frankfurter Zoos, war bis zu seinem Tod Ehrenvorsitzender.

## Ziele und Projekte
Die Tropenwaldstiftung OroVerde initiiert, konzipiert und fördert Projekte zum Erhalt und Schutz der tropischen Regenwälder, sowohl national als auch international. Ziele der nationalen Bildungs- und Öffentlichkeitsarbeit von OroVerde sind vor allem die Bildung und Sensibilisierung für das Thema Tropenwaldschutz. Denn Tropenwaldschutz beginnt hier bei uns, in den Köpfen der Konsumenten. Außerdem versucht OroVerde insbesondere junge Menschen zu erreichen und startet Projekte in Schulen. Ziel der internationalen Projektarbeit ist es, nachhaltige Entwicklungen vor Ort in den Tropenländern anzustoßen. Auch international setzt OroVerde auf Bildung der lokalen Bevölkerung, denn nur so entstehen nachhaltige Entwicklungen und die Einheimische schützten den Wald auch nach Projektende. Außerdem setzt OroVerde auf die enge Zusammenarbeit mit Partnern vor Ort, um die Umsetzung und auch die langfristige Fortsetzung der Projekte zu sichern. Mit seiner Arbeit in den Tropenwaldländern fördert OroVerde Klimaschutz, Walderhalt, Biodiversitätsschutz, Artenschutz und die Selbsthilfe der lokalen Bevölkerung.

### Internationale Projekte

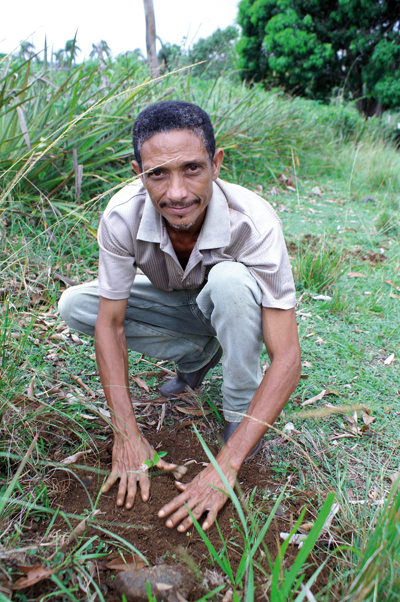
Wiederaufforstungsprojekt von OroVerde in Mittelamerika

Die Durchführung der Schutzprojekte erfolgt durch lokale Partnerorganisationen, die von OroVerde-Fachleuten so lange unterstützt und begleitet werden, bis sich die Projekte aus eigener Kraft tragen können. Die wichtigsten Aufgabenbereiche der Projektarbeit sind die Wiederaufforstung von zerstörten oder degradierten Flächen, die Einrichtung von Schutzgebieten sowie die Umweltbildung und Entwicklung waldschonender Wirtschaftsweisen mit der lokalen Bevölkerung, damit der Nutzungsdruck auf die tropischen Wälder reduziert wird – in jedem Projekt gilt das Motto „Hilfe zur Selbsthilfe“. Besonders wichtig ist OroVerde bei der Durchführung der Projekte die Zusammenarbeit mit der lokalen Bevölkerung. Bei der Auswahl der Projektregionen liegt der Schwerpunkt auf den HotSpots der Biodiversität, also auf den Gebieten, deren außerordentliche biologische Vielfalt als besonders schützenswert eingestuft ist. Derzeitige Projektländer sind:
- Kuba: Unterstützung der Parkmitarbeiter im Alexander-von-Humboldt-Nationalpark[3]
- Guatemala: Regenwaldschutz, Biomonitoring, Wiederaufforstung, Umweltbildung, Wasserschutz im Nationalpark Sierra del Lacandón und in der Sierra de las minas[4]
- Ecuador: Unterstützung der in Sarayaku lebenden Kichwa-Indianer bei ihrem Widerstand gegen die Erschließung ihres Heimatgebietes für die Erdölförderung sowie in den Bereichen Bildung, Entwicklung und Stärkung der kulturellen Identität: Grüner Wald statt schwarzes Gold
- Venezuela: Wiederaufforstung degradierter Gebiete in einem der letzten Bergregenwälder auf der Halbinsel Paria, Ausweisung von Regenwald-Schutzgebieten, Umweltbildungsmaßnahmen mit der ansässigen Bevölkerung[5]
- Dominikanische Republik: Wiederaufforstung und Einführung von Agroforstsystemen in wertvollen Randgebieten des Regenwaldes[6]
- Indonesien: Schutz und Erhalt der Artenvielfalt im Archipel Raja Ampat mit Hilfe von Waldkartierung und Monitoring. Entwicklung und Einführung von alternativen und umweltverträglichen Einkommensquellen.[7]

### Nationale Projekte
In Deutschland liegt der Schwerpunkt auf Umweltbildung und -information zum Thema Tropenwald. Der Fokus liegt auf der Information der Konsumenten, im Aufzeigen von Zusammenhängen und der Verantwortung eines jeden Einzelnen. Das Bewusstsein für Tropenwaldschutz und unseren Zusammenhängen vor allem auch an Kindern in Schulen.
- Umwelt- und Nachhaltigkeitskommunikation: In einem Projekt rund um Limbic Map, Limbic Types, Motivationsprofile und Neuromarketing entwickelt OroVerde neue Wege der Nachhaltigkeitskommunikation, um Zielgruppen zu erreichen, die sich bislang von Themen wie Regenwald, Umwelt und Klimaschutz nicht angesprochen fühlen.[8]

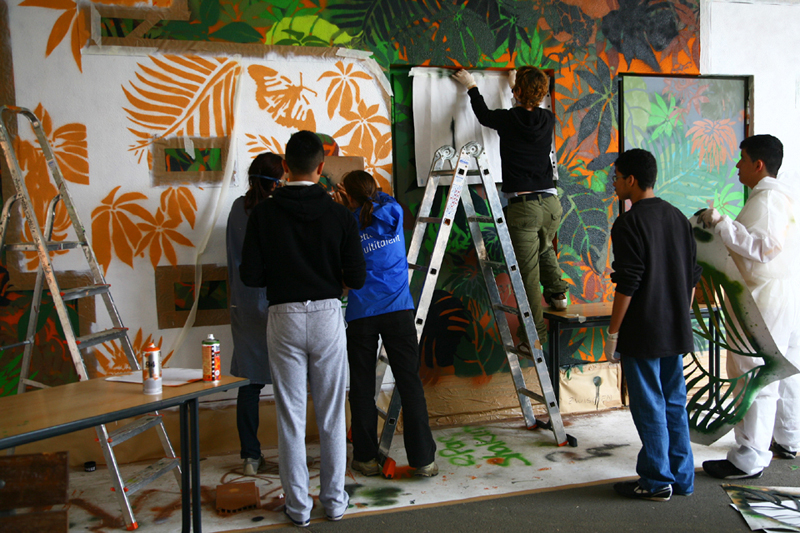
Schüler arbeiten im Rahmen des OroVerde-Projekts „Weil wir es wert sind!“ an einem Graffito

- Umweltbildung: Unter der Schirmherrschaft der Bestsellerautorin Sabine Kuegler („Dschungelkind“) stand das Pilotprojekt „Weil wir es wert sind!“[9], das sich speziell an sozial benachteiligte Haupt- und Förderschüler richtete. Diese wurden mit praktischem Bezug zu ihrem Alltag an das Thema Tropenwaldschutz herangeführt (z. B. über Graffiti, Rap oder Hip-Hop) und lernten Zusammenhänge zwischen ihrem Konsumverhalten und der Zerstörung des Regenwaldes kennen. Das Projekt wurde vielfach ausgezeichnet, u. a. von der UNESCO im Rahmen der UN-Dekade „Bildung für eine nachhaltige Entwicklung“ und als Ort in „Deutschland – Land der Ideen“. Zudem wurde ihm der Preis „NRW denkt (nach(haltig))“ verliehen. Aus den gesammelten Erfahrungen während der Pilotphase von „Weil wir es wert sind!“ wurden vielfältige Unterrichtsmaterialien für den Einsatz im Schulunterricht entwickelt. Zudem bietet OroVerde Materialien für weitere Schulformen an.

- Der jährlich stattfindende Wettbewerb „Schüler schützen Regenwälder“ ruft Kinder und Jugendliche dazu auf, sich mit Aktionen für den Regenwaldschutz zu engagieren.[10]

- Politik und Netzwerkarbeit: Welthandelspolitik und Subventionen haben erheblichen Einfluss auf die Tropenländer. Dazu gehört zum Beispiel der Holzimport, der Sojaimport für die Massentierhaltung in der Landwirtschaft und in zunehmendem Maße auch der Import von Palmöl u. a. zur Energieerzeugung. Deshalb bringt sich OroVerde durch Stellungnahmen, Teilnahme an Anhörungen und Gespräche mit Politikern in die politische Diskussion ein.

## Finanzierung der Projekte
Im Jahr 2014 flossen 1.386.417,12 € in die Projekte von OroVerde. Die Ausgaben für die Spendenwerbung entsprachen einem Anteil an den Gesamtausgaben von 10 Prozent. Der Anteil der Verwaltungsausgaben lag bei 11 Prozent. Im Jahr 2018 floss eine Summe von 2.828.277,10 € in die Projekte (83,1 %), der Verwaltungsanteil lag bei 10,9 %. Die verbleibenden 6 % entfielen auf Kampagnen, Werbung, Bildungs- und Öffentlichkeitsarbeit.
OroVerde trägt das Spendensiegel des Deutschen Zentralinstituts für soziale Fragen und ist Mitglied in der Initiative Transparente Zivilgesellschaft.